# G&L

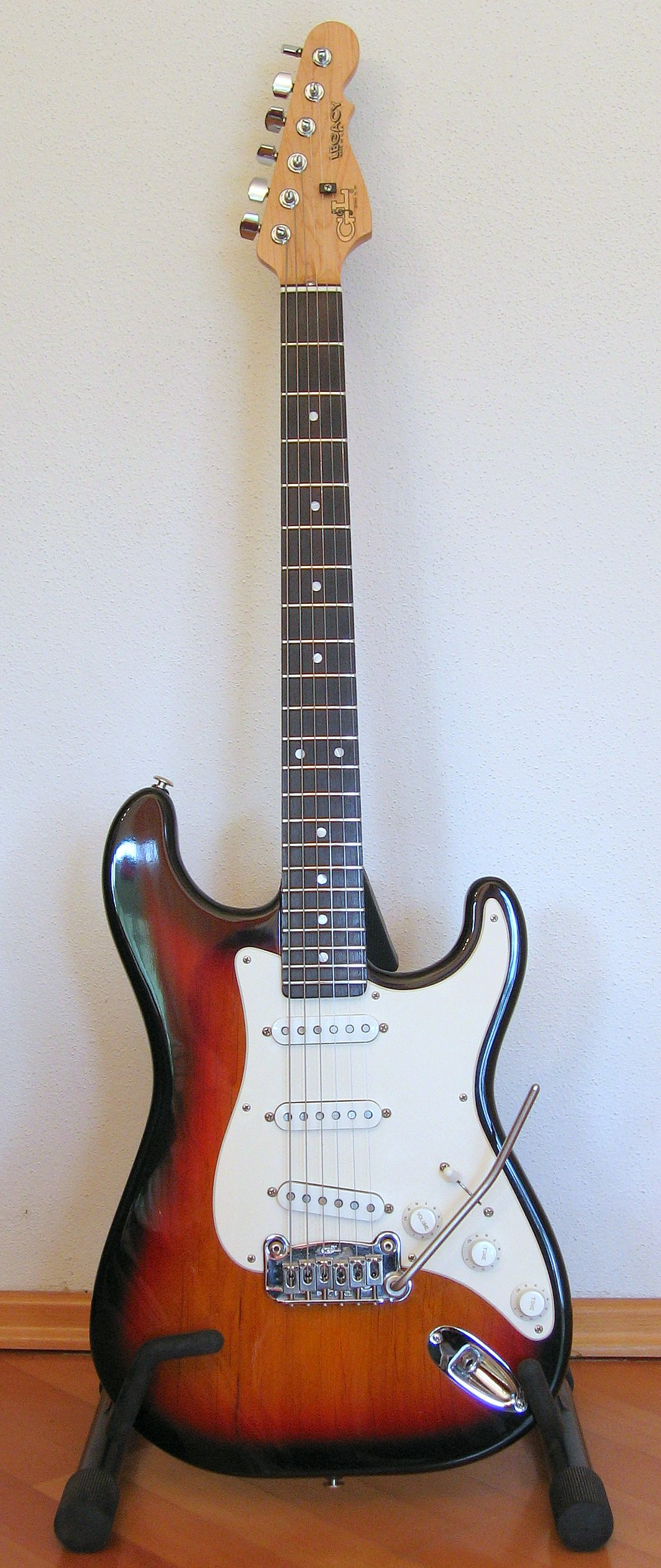
G&L Legacy.

G&L is een Amerikaans bedrijf dat elektrische gitaren produceert. Het werd begin jaren tachtig opgericht door Leo Fender en George Fullerton, een medewerker van het eerste uur bij Fender. De naam staat voor George en Leo.
Nadat hij Fender in 1965 aan CBS had verkocht, bleef Leo Fender enige tijd als adviseur verbonden aan CBS. Later ging hij ontwerpen voor Music Man (opgericht door ex-Fendermedewerkers). In 1980 begon hij weer eigen bedrijf. 
G&L produceert kwaliteitsgitaren, zoals Leo Fender dat vroeger ook deed tot hij zijn fabriek aan CBS verkocht. Na het overlijden van Leo Fender in maart 1991 werd de G&L-fabriek, in Fullerton overgenomen door BBE sound waarmee hij al jaren contact had gehad.